# Mittelwertsatz der Differentialrechnung

Mittelwertsatz der Differentialrechnung: Die Sekantensteigung zwischen den Punkten und wird als Ableitung am Punkt angenommen.

Der Mittelwertsatz (kurz MWS) ist ein zentraler Satz der Differentialrechnung, eines Teilgebiets der Analysis (Mathematik). Veranschaulicht lässt sich der Mittelwertsatz geometrisch so deuten, dass es unter den unten genannten Voraussetzungen zwischen zwei Punkten eines Funktionsgraphen mindestens einen Kurvenpunkt gibt, für den die Tangente parallel zur Sekante durch die beiden gegebenen Punkte ist. Die Sekantensteigung zwischen zwei Punkten wird damit als Tangentensteigung durch die Funktion mindestens einmal angenommen.
Globale Eigenschaften, die mit Hilfe der Sekantensteigung ausgedrückt werden können, sind so mit Hilfe des Mittelwertsatzes auf Eigenschaften der Ableitung zurückführbar. Beispiele hierfür sind die Regel von de L’Hospital oder diverse Sätze zur Kurvendiskussion (wie zum Beispiel der Satz, dass Funktionen mit positiver Ableitung streng monoton wachsen). Die Aussage des Satzes lässt sich sowohl auf den Quotienten zweier Funktionen übertragen als auch auf Funktionen mehrerer Variablen anwenden. Der Mittelwertsatz verallgemeinert den Satz von Rolle.
Der Satz wurde zuerst von Joseph-Louis Lagrange bewiesen (Théorie des fonctions analytiques, 1797) und später von Augustin Louis Cauchy (Calcul infinitésimal, 1823). Pierre Ossian Bonnet bewies den Mittelwertsatz aus dem Satz von Rolle (dargestellt in Cours de calcul différentiel et intégral von Joseph Serret, 1868).

## Aussage des Mittelwertsatzes

Geometrische Darstellung des Mittelwertsatzes: Sekante zwischen und sowie Tangente an der Stelle sind parallel.

Es ist auch möglich, dass die Funktion an mehreren Stellen die Sekantensteigung als Tangentensteigung annimmt.

Es sei {\displaystyle f\colon [a,b]\to \mathbb {R} } eine Funktion, die auf dem abgeschlossenen Intervall {\displaystyle [a,b]} (mit {\displaystyle a<b}) definiert und stetig ist. Außerdem sei die Funktion {\displaystyle f} im offenen Intervall {\displaystyle (a,b)} differenzierbar. Unter diesen Voraussetzungen gibt es mindestens ein {\displaystyle x_{0}\in (a,b)}, so dass
{\displaystyle f'(x_{0})={\frac {f(b)-f(a)}{b-a}}}
gilt. Geometrisch gedeutet bedeutet dies, dass die Sekantensteigung an mindestens einer Stelle zwischen {\displaystyle a} und {\displaystyle b} als Steigung der Tangente am Funktionsgraph auftritt.

## Beweis im eindimensionalen Fall
Es sei eine Hilfsfunktion {\displaystyle h\colon [a,b]\to \mathbb {R} } definiert, mit
{\displaystyle h(x)=f(x)-{\frac {f(b)-f(a)}{b-a}}(x-a)}
{\displaystyle h} ist stetig in {\displaystyle [a,b]} und in {\displaystyle (a,b)} differenzierbar. Es gilt {\displaystyle h(b)=f(a)=h(a)}.
Nach dem Satz von Rolle existiert daher ein {\displaystyle x_{0}\in (a,b)} mit {\displaystyle h'\left(x_{0}\right)=0}. Da
{\displaystyle h'(x_{0})=f'(x_{0})-{\frac {f(b)-f(a)}{b-a}}}
folgt die Behauptung.

## Beispiel einer Anwendung des Mittelwertsatzes
Als typische Anwendung des Mittelwertsatzes kann gezeigt werden, dass
{\displaystyle \left|\sin b-\sin a\right|\leq \left|b-a\right|}
für alle {\displaystyle a,b\in \mathbb {R} } gilt: Ohne Einschränkung können wir {\displaystyle a<b} annehmen. Da die Sinusfunktion im Intervall {\displaystyle (a,b)} differenzierbar ist, existiert nach dem Mittelwertsatz ein {\displaystyle x_{0}\in (a,b)}, so dass
{\displaystyle {\frac {\sin b-\sin a}{b-a}}=\sin 'x_{0}=\cos x_{0}}
gilt. Wegen {\displaystyle \left|\cos x\right|\leq 1} für alle {\displaystyle x\in \mathbb {R} }, erhält man
{\displaystyle \left|\sin b-\sin a\right|=\left|\cos x_{0}\right|\left|b-a\right|\leq \left|b-a\right|\,.}
Allgemein kann so nachgewiesen werden, dass stetig differenzierbare Funktionen lokal Lipschitz-stetig sind.

## Erweiterter Mittelwertsatz der Differentialrechnung
Der Mittelwertsatz lässt sich in folgender Weise verallgemeinern:
Es seien {\displaystyle f\colon [a,b]\to \mathbb {R} } und {\displaystyle g\colon [a,b]\to \mathbb {R} } zwei Funktionen, die auf dem abgeschlossenen Intervall {\displaystyle [a,b]} (mit {\displaystyle a<b}) definiert und stetig und auf dem offenen Intervall {\displaystyle (a,b)} differenzierbar sind.
Unter diesen Voraussetzungen existiert mindestens ein {\displaystyle x_{0}\in (a,b)}, so dass
{\displaystyle f'(x_{0})\,(g(b)-g(a))=g'(x_{0})\,(f(b)-f(a))}
gilt.
Wird zusätzlich {\displaystyle g'(x)\neq 0} auf dem Intervall {\displaystyle [a,b]} vorausgesetzt, so ist insbesondere {\displaystyle g'(x_{0})\neq 0} sowie {\displaystyle g(a)\neq g(b)} und man kann den erweiterten Mittelwertsatz in der üblichen Bruchform schreiben,
{\displaystyle {\dfrac {f(b)-f(a)}{g(b)-g(a)}}={\dfrac {f'(x_{0})}{g'(x_{0})}}}.

### Beweis
Ist {\displaystyle g(a)=g(b)}, so muss für den verallgemeinerten Mittelwertsatz der Differentialrechnung gezeigt werden, dass für ein {\displaystyle x_{0}\in (a,b)} Folgendes gilt
{\displaystyle 0=g'(x_{0})\,(f(b)-f(a))}.
Nach dem Satz von Rolle gibt es ein {\displaystyle x_{0}}, für das {\displaystyle g'(x_{0})=0} gilt.
Ist {\displaystyle g(a)\neq g(b)}, so kann man die Funktion
{\displaystyle h(x):=f(x)-{\frac {f(b)-f(a)}{g(b)-g(a)}}(g(x)-g(a))}
auf dem Intervall {\displaystyle [a,b]} definieren. Da {\displaystyle h(a)=h(b)} gilt, gibt es nach dem Satz von Rolle ein {\displaystyle x_{0}\in (a,b)} mit {\displaystyle h'(x_{0})=0}, also
{\displaystyle f'(x_{0})-{\frac {f(b)-f(a)}{g(b)-g(a)}}g'(x_{0})=0}.
Durch Umstellen dieser Gleichung folgt die Behauptung.

## Mittelwertsatz für reellwertige Funktionen mehrerer Variablen
In der mehrdimensionalen Analysis lautet der Mittelwertsatz wie folgt:
Es sei {\displaystyle {f}} eine Abbildung mit {\displaystyle f\colon \mathbb {R} ^{n}\to \mathbb {R} }, weiter sei {\displaystyle f} differenzierbar auf einer offenen, konvexen Menge {\displaystyle G\subseteq D(f)}. Außerdem seien {\displaystyle x_{1},x_{2}\in G} mit {\displaystyle x_{1}\neq x_{2}}. Dann existiert mindestens ein {\displaystyle x_{0}\in {\overline {x_{1}x_{2}}}} mit {\displaystyle x_{0}\neq x_{1}} und {\displaystyle x_{0}\neq x_{2}} und es gilt:
{\displaystyle f(x_{2})-f(x_{1})=\nabla f(x_{0})\cdot (x_{2}-x_{1})}
Für {\displaystyle n=1} entspricht der Satz dem oben erwähnten Mittelwertsatz der eindimensionalen Differentialrechnung.
{\displaystyle \nabla f(x_{0})} bezeichnet hierbei den Gradienten an der Stelle {\displaystyle x_{0}}, der in einem Skalarprodukt auftritt.
Geometrisch gedeutet, tritt die Sekantensteigung zwischen {\displaystyle f(x_{1})} und {\displaystyle f(x_{2})} an mindestens einer Stelle aus {\displaystyle {\overline {x_{1}x_{2}}}} als Steigung in Richtung des Vektors {\displaystyle (x_{2}-x_{1})} auf.

## Beweis im mehrdimensionalen Fall
Betrachtet man die Funktion {\displaystyle h\colon [0,1]\to \mathbb {R} } mit
{\displaystyle h(t)=f({\vec {x}}_{1}+t\cdot ({\vec {x}}_{2}-{\vec {x}}_{1}))},
so ist {\displaystyle h} stetig auf {\displaystyle [0,1]} und differenzierbar auf {\displaystyle (0,1)}. Somit folgt aus dem Mittelwertsatz der eindimensionalen Analysis, dass ein {\displaystyle y_{0}} derart existiert, dass
{\displaystyle h(1)-h(0)=h'(y_{0})}.
Aus der Kettenregel folgt nun:
{\displaystyle h'(t)=\nabla f({\vec {x}}_{1}+t\cdot ({\vec {x}}_{2}-{\vec {x}}_{1}))\cdot ({\vec {x}}_{2}-{\vec {x}}_{1})}.
Dies lässt sich folgendermaßen zusammenfassen:
{\displaystyle h(1)-h(0)=\nabla f({\vec {x}}_{1}+y_{0}\cdot ({\vec {x}}_{2}-{\vec {x}}_{1}))\cdot ({\vec {x}}_{2}-{\vec {x}}_{1})}
Substituiert man nun {\displaystyle {\vec {x}}_{1}+y_{0}\cdot ({\vec {x}}_{2}-{\vec {x}}_{1})} durch {\displaystyle {\vec {x}}_{0}}, so ergibt sich
{\displaystyle f({\vec {x}}_{2})-f({\vec {x}}_{1})=h(1)-h(0)=\nabla f({\vec {x}}_{0})\cdot ({\vec {x}}_{2}-{\vec {x}}_{1})},
womit die Aussage des Satzes bewiesen wäre.

## Mittelwertsatz für vektorwertige Funktionen mehrerer Variablen
Eine Ausdehnung des Satzes auf Funktionen {\displaystyle f\colon \mathbb {R} ^{n}\to \mathbb {R} ^{m}} ist nur unter veränderten geometrischen Voraussetzungen bzw. Verschärfungen möglich. Insbesondere wird die Menge der in Frage kommenden linearen Abbildungen erheblich über die Ableitungen auf der Strecke {\displaystyle {\overline {x_{1}x_{2}}}} hinaus erweitert:
Falls die Ableitungen von {\displaystyle f} auf der gesamten Strecke {\displaystyle {\overline {x_{1}x_{2}}}} beschränkt sind (es handelt sich um Jacobimatrizen, also beschränkt bezüglich einer Norm auf {\displaystyle \mathrm {Hom} (\mathbb {R} ^{n},\mathbb {R} ^{m})}, zum Beispiel der Operatornorm), so gibt es eine lineare Abbildung {\displaystyle A} aus der abgeschlossenen konvexen Hülle der Ableitungen auf der Verbindungsstrecke, sodass
{\displaystyle f({\vec {x}}_{2})-f({\vec {x}}_{1})=A\cdot ({\vec {x}}_{2}-{\vec {x}}_{1})\,,\,A=\int _{0}^{1}D\!f\left({\vec {x}}_{1}+t\left({\vec {x}}_{2}-{\vec {x}}_{1}\right)\right)\,\mathrm {d} t\in {\overline {\mathrm {conv} }}\left\{D\!f(x){\big |}{\vec {x}}\in {\overline {x_{1}x_{2}}}\right\}}
gilt.
Der Beweis hierfür erfolgt über den Hauptsatz der Differential- und Integralrechnung auf die Hilfsfunktionen {\displaystyle f_{i}(x+th)}. Warum die Ableitungen auf der Strecke {\displaystyle {\overline {x_{1}x_{2}}}} nicht ausreichen, kann man folgendermaßen verstehen: Auf die einzelnen Komponenten {\displaystyle f_{i}} der vektorwertigen Funktion {\displaystyle f=(f_{1},f_{2},\dots ,f_{m})} kann einerseits der Mittelwertsatz für reellwertige Funktionen mehrerer Veränderlicher angewandt werden. Andererseits ist keinesfalls gewährleistet, dass die zugehörige Stelle auf {\displaystyle {\overline {x_{1}x_{2}}}}, an der die passende Ableitung gefunden wird, für alle Komponentenfunktionen dieselbe ist. Man muss sich daher in einer größeren Menge umschauen, eben der konvexen Hülle der Ableitungen auf der Strecke.

## Anschauliche Bedeutung
Beschreibt die Funktion beispielsweise eine Strecke in Abhängigkeit von einer Zeit, dann ist die Ableitung die Geschwindigkeit. Der Mittelwertsatz besagt dann: Auf dem Weg von A nach B muss man mindestens zu einem Zeitpunkt so schnell gewesen sein wie seine Durchschnittsgeschwindigkeit.

## Folgerungen aus dem Mittelwertsatz
Aus dem Mittelwertsatz können folgende Resultate der Analysis bewiesen werden:
- Aus dem Mittelwertsatz kann der Schrankensatz bewiesen werden. Dieser besagt, dass bei stetigen Funktionen {\displaystyle f\colon [a,b]\to \mathbb {R} }, die auf {\displaystyle (a,b)} mit einer beschränkten Ableitung differenzierbar sind, die Ungleichung {\displaystyle |f(x)-f(y)|\leq L|x-y|} für ein {\displaystyle L\in \mathbb {R} _{0}^{+}} gilt. Dabei kann {\displaystyle L=\sup\{|f'(x)|:x\in (a,b)\}} gewählt werden. Mit diesem lässt sich die Lipschitz-Stetigkeit zahlreicher Funktionen beweisen.
- Eine weitere Folgerung ist das Kriterium für Konstanz. Dieses besagt, dass eine Funktion konstant ist, falls {\displaystyle f'\equiv 0} ist (Die Ableitung ist konstant Null). Damit können wir den Identitätssatz der Differentialrechnung herleiten. Dieser sagt aus, dass sich zwei Funktionen mit identischer Ableitung lediglich um eine Konstante unterscheiden. Er ist ein wesentlicher Bestandteil des Hauptsatzes der Differential- und Integralrechnung. Eine weitere Konsequenz aus dem Kriterium für Konstanz ist die Charakterisierung der Exponentialfunktion über die Differentialgleichung {\displaystyle f'=f}.
- Ebenso lässt sich mit dem Mittelwertsatz das Monotoniekriterium für differenzierbare Funktionen beweisen. Dieses stellt einen Zusammenhang zwischen dem Monotonieverhalten der Funktion und dem Vorzeichen der Ableitungsfunktion her. Genauer ist {\displaystyle f} genau dann monoton steigend (bzw. fallend), falls {\displaystyle f'\geq 0} (bzw. {\displaystyle f'\leq 0}) ist. Daraus kann man ein hinreichendes Kriterium für die Existenz eines Extremums einer Funktion in einem Punkt herleiten.
- Aus dem zweiten Mittelwertsatz (besser bekannt als erweiterter Mittelwertsatz) können die Regeln von L’Hospital gefolgert werden. Mit deren Hilfe lassen sich zahlreiche Grenzwerte von Quotienten zweier Funktionen mit Hilfe der Ableitung berechnen.
- Aus dem Mittelwertsatz kann gefolgert werden, dass für zwei reelle Funktionen {\displaystyle f,g\colon [a,b]\to \mathbb {R} } mit {\displaystyle f(a)=g(a)} und {\textstyle f'(x)\leq g'(x)} für {\textstyle x\in (a,b)} die Beziehung {\displaystyle f(x)\leq g(x)} für alle {\textstyle x\in [a,b]} gilt.

Wir betrachten die auf den jeweiligen Intervallen stetige / differenzierbare Funktion {\displaystyle f(x)-g(x)} und wenden den Mittelwertsatz für {\displaystyle a} und {\displaystyle x\in (a,b)} an:
{\displaystyle {\begin{aligned}&{\frac {(f(x)-g(x))-(f(a)-g(a))}{x-a}}=(f-g)'(\xi )=f'(\xi )-g'(\xi )\leq 0,\quad \xi \in (a,b)\\{\overset {f(a)=g(a)}{\implies }}&{\frac {(f(x)-g(x))}{x-a}}\leq 0\\{\overset {x>a}{\implies }}&f(x)-g(x)\leq 0\iff f(x)\leq g(x)\end{aligned}}}
Einige Punkte sind im folgenden Übersichtsdiagramm zusammengefasst: